# يوسف فضل
 يوسف فضل حسن الحاج أكاديمي وباحث من مواليد منطقة المحمية عام 1931م.

## المراحل التعليمية
“يوسف فضل حسن” من مواليد المحمية، درس الأولية بـأبو حمد وأكملها بـسنكات، والتحق بالمرحلة الوسطى بـبورتسودان والثانوي بـوادي سيدنا، ومن ثم التحق بـجامعة الخرطوم قبل إن ينال درجة الدكتوراة في التاريخ من جامعة لندن عام 1959م .

### عقب التخرج
–عمل ضابطاً تنفيذياً بالحكومة المحلية، وبعد فترة تدريب نال دبلوماً عالياً عن الحكم المحلي، ومن ثم عمل مساعد تدريس بجامعة الخرطوم، ثم أختير للدراسة بإنجلترا.

## المؤهلات العلمية
دبلوم في الإدارة العامة، جامعة الخرطوم، مارس، 1961.
بكالوريوس(شرف ) في تاريخ الشرق الأدنى والشرق الأوسط، معهد الدراسات الشرقية والإفريقية، جامعة لندن، 1966.
دكتوراة في التاريخ الإسلامي، معهد الدراسات الشرقية والإفريقية، جامعة لندن، أكتوبر، 1691.

### الوظائف الأكاديمية
رقي إلى درجة الأستاذية (بروفسير) في التاريخ، في أول يوليو 1972م
محاضر أول في التاريخ، 1965- 1972م
محاضر، قسم التاريخ، جامعة الخرطوم، 1959 -1965
مساعد تدريس، قسم التاريخ، كلية الآداب، جامعة الخرطوم، 1957- 1959

## الخبرات العلمية والعملية
نال درجة الدكتوراه في التاريخ من جامعة لندن عام 1959م:
-        جمع اطروحة الدكتوراه التي نالها من جامعة لندن «العرب والسودان» في كتاب تم نشره باللغة الإنجليزية، وقدمت الترجمة العربية له كاملة الدكتوره ميمونة ميرغنى حمزة المحاضر بقسم التاريخ جامعة النيلين الآن.
-        عمل محاضراً بجامعة الخرطوم.
-        أصبح مديراً لشعبة أبحاث السودان عام 1965م:
أوكلت له جامعة الخرطوم في نحو أن يدير شعبة أبحاث السودان بكلية الآداب (معهد الدراسات الأفريقية والآسيوية الحالي) لتدوين تراث السودان. فقام بتسجيل مأثورات عربها وعجمها. وجعل الأرشيف الصوتي بالمعهد وسلسلة دراسات في التراث السوداني المستفيدة منه معرضاً لاختلاف ألسنة السودانيين.
-        مديراً لمعهد الدراسات الإفريقية والآسيوية عام 1972م.
-        مديراً لجامعة الخرطوم منذ عام 1985م.
-        عمل بدولة الإمارات العربية المتحدة.

### الإصدارات
كتب وبحوث وأوراق علمية ) كتب باللغة العربية
– أصدر ما يقارب العشرين كتاباً بين تأليف وتحقيق وتحرير، وأشرفت على إصدار عشرين عدداً من مجلة (السوداني) في رسائل ومدونات تصدر باللغة الإنجليزية وأيضاً له :
كتاب الطبقات في خصوص الأولياء والعلماء والشعراء والصالحين، تأليف محمد النور بن ضيف الله، حققه وقدم له، دار جامعة الخرطوم للنشر، الطبعة الأولى، 1971l ،422ص، الطبعة الرابعة 1992، طبعة خامسة منقحة تحت الإعداد
مقدمة في تاريخ الممالك الإسلامية في السودان الشرقي، سوداتك، الخرطوم، الطبعة الرابعة، 2003م 
دراسات في تاريخ السودان، الجزء الأول، دار جامعة الخرطوم للنشر، 1975م
دراسات في تاريخ السودان وأفريقيا وبلاد العرب، الجزء الثاني، دار جامعة الخرطوم للنشر، 1990
الشلوخ أصلها وطبيعتها في سودان وادي النيل، دار جامعة الخرطوم للنشر، 1976م، الطبعة الثانية 1990
انتشار الإسلام في أفريقيا، الخرطوم، 1979م